# Louis Hersent
Louis Hersent (10 de marzo de 1777 – 2 de octubre de 1860) fue un pintor francés nacido en París.

## Vida y carrera
Louis Hersent fue discípulo de Jacques-Louis David y en 1797 obtuvo el Premio de Roma de pintura histórica. En el salón de 1802 expuso su obra "Metamorfosis de Narciso" y continuará participando en exhibiciones, con raras interrupciones, hasta 1831. En 1821 se casó con la también pintora Louise-Marie-Jeanne Mauduit.
Bajo su tutela aprendieron una gran cantidad de pintores tales como: Charles Gleyre, Hippolyte Flandrin, Auguste Dominique Mennessier, Jacques Raymond Brascassat, Édouard Viénot, August Thomas Pierre Philippe, Pierre Poterlet, Joachim Sotta, Henry de Triqueti, y Théophile Auguste Vauchelet entre otros.
Entre las obras más destacadas en época del Imperio Napoleónico se encuentran: "Aquiles despidiéndose de Briseida" y "Atala en los brazos de Chactas", ambos incluidos en la de obra de Charles Paul Landon Annales du Musée. "Incidente en la vida de Fenelón" pintado en 1810 y hallado en el Castillo de Malmaison y "Paso por el puente Landshut" de la misma época que el anterior, ambos actualmente en el Palacio de Versalles.
Sin embargo, las obras más típicas de Hersent provienen del periodo de la Restauración. "Luis XVI alivia a los afligidos" (en la actualidad en Versalles) y "Dafne y Cloe" se exhibieron ambos en el Salón de París de 1817 y en 1819 con la obra "La abdicación de Gustavis Vasa", Hersent lograría la medalla de honor aunque el cuadro, adquirido por el Duque de Orleans, fue destruido en el Palais-Royal en 1848 y el grabado realizado por Henriquel-Dupont es lo único que se conserva.
Luis XVIII adquiriría su obra "Ruth" de 1822 convirtiéndose en su principal patrón. Le otorgó además el rango de officier de la Legión de Honor y presionó para su entrada en la Academia de Bellas Artes de Francia donde reemplazó a Gerard van Spaendonck.
Hersent continuó gozando del favor del rey Carlos X para quien realizó la obra "Monjes del monte san Gotthard" exhibido en 1824. En 1831 hizo su última exhibición en el Salón de París con los retratos de Luis Felipe I, María Amelia de Borbón-Dos Sicilias y de Antonio de Orleans. Sin embargo, probablemente su obra maestra sea el retrato de Spontini.
Tras esta fecha, Hersent dejó de asistir a las exhibiciones anuales a pesar de que en 1846 envió dos o tres excelentes trabajos a los salones de la Société d'Artistes.
Hersent fallece el 2 de octubre de 1860 y su cuerpo reposa junto al de su esposa en el Cementerio del Père-Lachaise. Su sepultura está adornada con un medallón de mármol blanco y un bajo relieve del escultor François Lanno que representa a la pareja y sus obras.

## Selección de obras

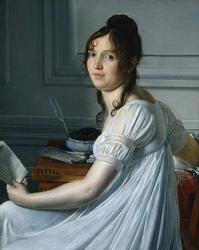
Retrato de Sophie Crouzet.
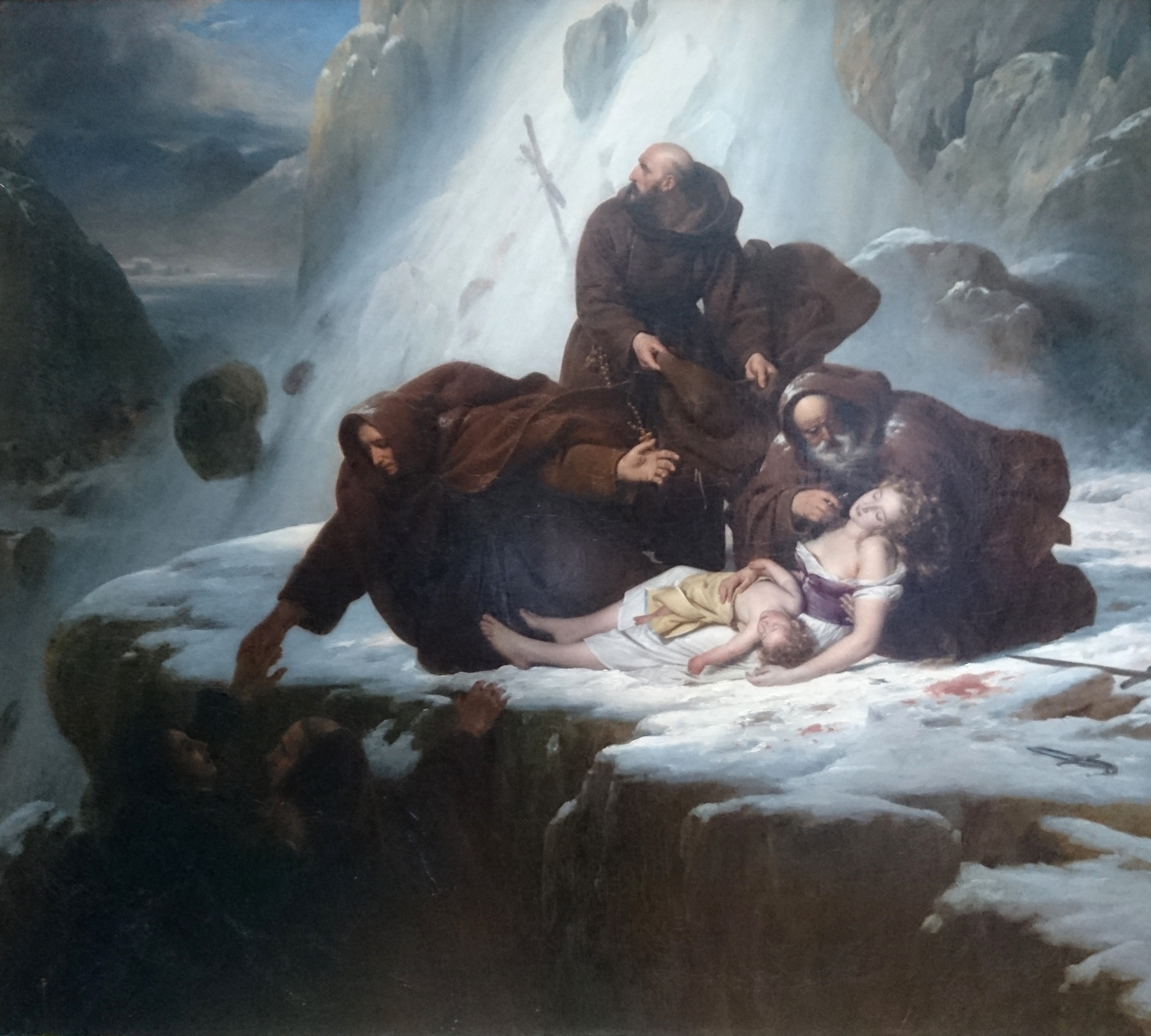
Los monjes del monte san Gothard.
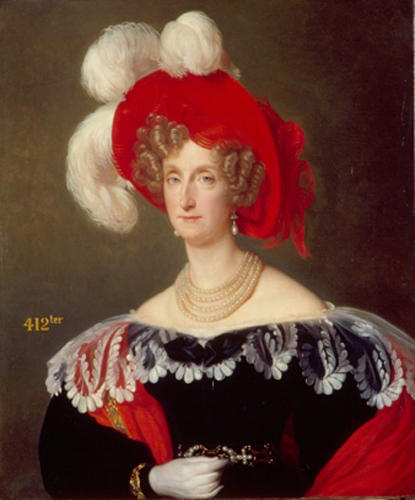
María Amalia de Borbón.
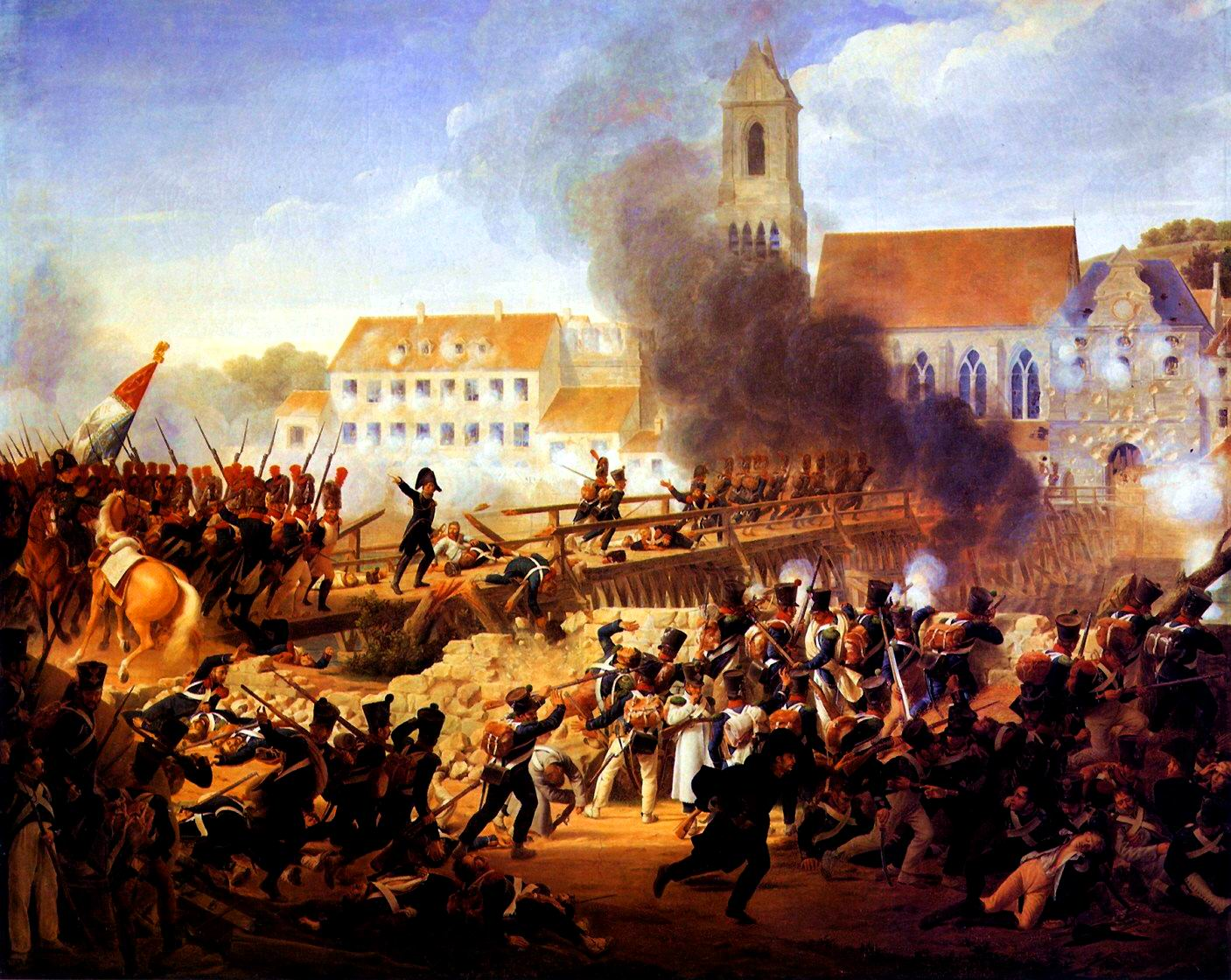
Paso por el puente Landshut